# Hordanes Land
Hordanes Land — дебютный мини-альбом норвежской группы Enslaved, вышедший в 1993 году.
Пластинка была выпущена в 1993 году, однако уже через короткий промежуток времени она была переиздана в виде сплита с группой Emperor. Оригинальное издание данного релиза сейчас является ценным раритетом для поклонников Enslaved, и на аукционах её стоимость оценивается в 300—620 долларов.

## Список композиций
1. «Slaget I Skogen Bortenfor» (Epilog / Slaget) — 13:10
2. «Allfáðr Oðinn» — 07:50
3. «Balfár» (Andi Fara / Prologr) — 09:49

## Участники записи
- Грутле Хьелльсон (норв. Grutle Kjellson) — бас-гитара, вокал
- Ивар Бьорнсон (норв. Ivar Bjørnson) — гитара, клавишные
- Трим Торсон (норв. Trym Torson) — ударные